# Gaoliang, Guangdong
Gaoliang (kinesiska: 高良) är en köping i sydöstra Kina. Den ligger i Deqing härad i staden Zhaoqing i provinsen Guangdong, omkring 140 kilometer väster om provinshuvudstaden Guangzhou. Antalet invånare är 28 944. Befolkningen består av 13 768 kvinnor och 15 176 män. Barn under 15 år utgör 24,0 %, vuxna 15-64 år 65 %, och äldre över 65 år 10,0 %.